# Frederick William Lehmann

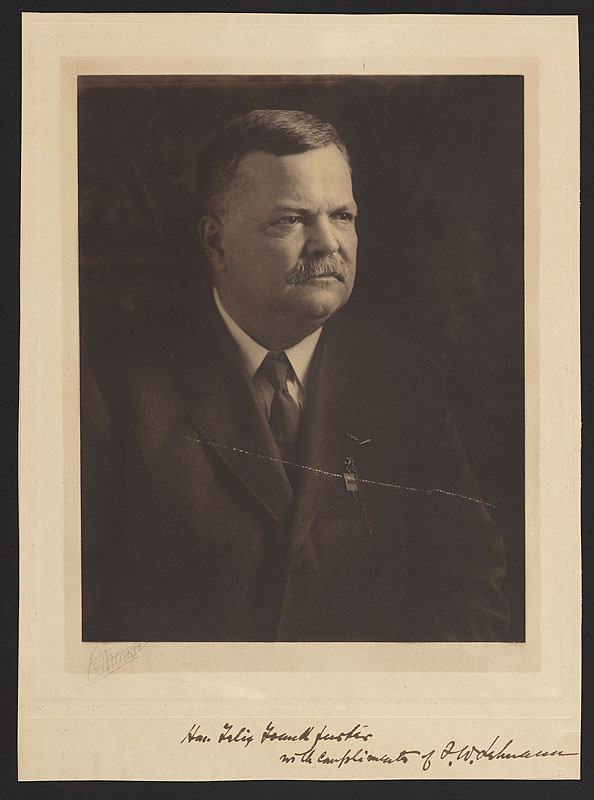
Grußkarte von Frederick William Lehmann an Felix Frankfurter, einen späteren Richter am Obersten Gerichtshof der Vereinigten Staaten

Frederick William Lehmann (* 28. Februar 1853 in Preußen; † 12. September 1931 in St. Louis, Missouri) war ein US-amerikanischer Jurist und United States Solicitor General.

## Biografie
Der einer preußischen Einwandererfamilie entstammende Lehmann studierte am Tabor College in Kansas und erwarb dort 1873 einen Bachelor of Arts (A.B.). Nach seiner Zulassung zum Rechtsanwalt im Bundesstaat Iowa war er als Anwalt tätig und war von 1895 bis 1905 Partner der Kanzlei Boyle, Priest & Lehmann. Zugleich war er zwischen 1900 und 1910 Präsident der Öffentlichen Bücherei von St. Louis und engagierte sich daneben für das 1879 gegründete Saint Louis Art Museum sowie in der Historischen Gesellschaft des Staates Missouri. Als Mitglied der Demokratischen Partei nahm er im Jahr 1888 als Delegierter aus Iowa an der Democratic National Convention teil.
1905 wurde er Partner der Anwaltskanzlei Lehmann & Lehmann und war zwischen 1908 und 1909 auch Präsident der US-amerikanischen Juristenvereinigung American Bar Association. Im Dezember 1910 wurde Frederick William Lehmann von US-Präsident William Howard Taft zum Solicitor General ernannt und nahm als solcher bis Juli 1912 den dritten Rang der Hierarchie im Justizministerium der Vereinigten Staaten ein.
Nach seinem Ausscheiden aus dem Regierungsdienst war er wieder als Rechtsanwalt tätig und vertrat im Auftrag von Präsident Woodrow Wilson 1914 zusammen mit Joseph Rucker Lamar die Vereinigten Staaten bei einer Konferenz der ABC-Staaten in Niagara Falls (Kanada).